# Михаил Суцу (старший)
Михаил Суцу (старший) (молд. Михаил Драко Суцу; ум. 1803) — господарь Молдавского княжества в 1792—1795 годах, господарь Валашского княжества в 1783—1786, 1791—1793 и 1801—1802 годах.

## Правление
Был правителем Молдавского княжества с 1792 по 1795 годы.
При Михаиле Суцу 15 марта 1794 года в области регламентации наследования было составлено специальное письменное законоположение, одним из авторов которого стал молдавский юрист А. Донич.